# Боровецько
Боровецько (пол. Borowiecko) — село в Польщі, у гміні Добришиці Радомщанського повіту Лодзинського воєводства.
Населення — 290 осіб (2011).
У 1975-1998 роках село належало до Пйотрковського воєводства.

## Демографія
Демографічна структура станом на 31 березня 2011 року:
|          | Загалом | Допрацездатний вік | Працездатний вік | Постпрацездатний вік |
| -------- | ------- | ------------------ | ---------------- | -------------------- |
| Чоловіки | 128     | 30                 | 88               | 10                   |
| Жінки    | 162     | 27                 | 90               | 45                   |
| Разом    | 290     | 57                 | 178              | 55                   |